# Asociación de Fútbol de Zimbabue
La Asociación de Fútbol de Zimbabue (en inglés: Zimbabwe Football Association; abreviado ZIFA) es el organismo rector del fútbol en Zimbabue, con sede en Harare. Fue fundada en 1965, desde 1965 es miembro de la FIFA y desde 1980 de la CAF. Organiza el campeonato de Liga y de Copa, así como los partidos de la selección nacional en sus distintas categorías.